# Nossa Senhora de Akita
Nossa Senhora de Akita é o título de uma aparição mariana relatada em 1973 pela freira japonesa Agnes Katsuko Sasagawa na área remota de Yuzawadai, perto da cidade de Akita, no noroeste do Japão. As mensagens transmitidas pela Virgem Maria à Irmã Agnes enfatizavam as orações e penitências. A Irmã Sasagawa faleceu a 15 de agosto de 2024, com 93 anos, em Akita, no Japão, no convento onde vivia.

## Contexto
Durante décadas, a Irmã Agnes Sasagawa sofreu de vários problemas de saúde, como resultado de uma malsucedida operação para retirada de apêndice. Ela ficou imobilizada por mais de uma década, mas sua saúde começou a melhorar após tomar a água de Lourdes, cidade francesa onde a Virgem apareceu para a jovem Bernadette Soubirous. Após ficar totalmente surda, a irmã Agnes foi morar com as freiras de um pequeno convento chamado Instituto das Servas da Eucaristia na remota área de Yuzawadai, no município de Akita.

## Aparição
Na capela do convento havia uma estátua de madeira de Nossa Senhora de Todas as Nações, que fora talhada uma Cruz de aproximadamente um metro de altura e, em frente à cruz foi esculpida a imagem da Virgem conforme as visões de Amsterdã. Entres os dias 12 a 14 de junho de 1973, a irmã Agnes teria visto raios luminosos em volta do sacrário. Na quinta-feira, 28 junho, um estigma em forma de cruz apareceu na palma de sua mão esquerda, causando-lhe fortes dores. De noite a ferida já estava seca, mas continuava inchada; na sexta-feira de manhã, o sangue corria; no sábado o sangue parava e a chaga ficava seca. Na sexta-feira, 29 de junho, ocasião da Festa do Sagrado Coração de Jesus, as irmãs teriam visto e ouvido dois anjos em volta do altar, cantando: "Santo, Santo, Santo é o Senhor Deus da Glória".
No dia 5 de julho, a despeito de sua surdez, a irmã Agnes teria ouvido, na capela, uma voz dulcíssima e melodiosa vinda da imagem de madeira. A primeira mensagem da Virgem à irmã Agnes foi a respeito de sua surdez; a imagem ter-lhe-ia dito que ela logo voltaria a ouvir. No dia 6 de julho, uma chaga igual à da irmã apareceu na mão direita da imagem de madeira e o sangue começou a escorrer dela. No dia 26 de julho, o sangue brotou da estátua e as dores da Irmã aumentaram, tornando-se quase insuportáveis. Em 27 de julho, um anjo teria dito à irmã que suas dores acabariam naquele dia, o que aconteceu.
Em 3 de agosto, Agnes recebeu a segunda mensagem da imagem, lhe dizendo que Deus "está preparando para infligir um grande castigo em toda a humanidade". Entretanto, Maria e Jesus estariam interferindo "para aplacar a ira do Pai". A imagem teria dito a Agnes que apenas "orações, penitência e sacrifícios corajosos" poderiam aliviar a ira divina.
No dia 29 de setembro, a imagem irradiou raios luminosos. A chaga da Irmã Agnes desapareceu totalmente. De noite, a imagem foi inundada de luz e o sangue jorrou dos seus pés; todas as religiosas teriam testemunhado o ocorrido. Em seguida, apareceu uma espécie de suor em todo o corpo da imagem e, ao mesmo tempo, a capela foi invadida pelo odor de um agradável perfume. Este perfume permaneceu durante os primeiros quinze dias do mês de outubro (mês do Rosário).
No dia 13 de novembro, a Irmã Agnes recebeu a terceira e última mensagem da Virgem Maria. A imagem ter-lhe-ia dito que, caso os homens não se arrependessem, Deus iria infligir uma "terrível punição a toda a humanidade". Tal punição, que seria "maior do que o dilúvio", se trataria de um meteoro, descrito em detalhes pela Virgem: "fogo irá cair do céu e vai eliminar uma grande parte da humanidade". A única salvação seria recitar o Rosário diariamente.
Em 13 de outubro de 1974, durante a Bênção do Santíssimo Sacramento, a irmã Agnes foi repentinamente curada da surdez. De noite, ela telefonou ao bispo responsável, Dom John Shojiro Ito, em Niigata (a 300 quilômetros de distância) comunicando-lhe a notícia.
Até 15 de setembro de 1981, portanto durante 6 anos e 9 meses, a imagem da Virgem teria chorado 101 vezes. O bispo Ito estabeleceu uma Comissão de Estudos. Amostras do "sangue", do "suor" e das "lágrimas" foram examinadas nas Universidades de Akita e Gifu, onde foi concluído que se tratavam de lágrimas humanas e sangue pertencente ao grupo sanguíneo O.

### Repercussão
Em 1975, jornais e emissoras de rádio e televisão do Japão fizeram ampla divulgação sobre a aparição da Virgem. A popularidade da imagem cresceu, sendo suas manifestações de exalação de sangue, suor e lágrimas testemunhadas por mais de 500 cristãos e não-cristãos, incluindo o então prefeito da cidade, um budista. A nação inteira do Japão foi capaz de ver as lágrimas da estátua da Virgem Maria na televisão nacional.

## Posição da Santa Sé
Nossa Senhora de Akita foi a última aparição mariana do século XX reconhecida pela Santa Sé. Apenas outras três aparições da Virgem Maria (Fátima, Banneux e Beauraing) no mesmo século foram reconhecidas pelo Vaticano.
Em abril de 1984, o bispo Ito, após intensa investigação, concluiu que os eventos de Akita são de origem sobrenatural, autorizando a veneração de Nossa Senhora de Akita para toda a diocese. Quatro anos depois, Joseph Ratzinger, o então Prefeito da Congregação para a Doutrina da Fé, proferiu julgamento em caráter definitivo sobre os eventos de Akita, considerando-os confiáveis e dignos de fé.

## Nova mensagem
Em 27 de outubro de 2019, a WQPH 98.3 FM, uma estação de rádio católica que transmite no estado norte-americano de Massachusetts, deu a notícia de que Sasagawa tinha recebido uma nova mensagem. Em 6 de outubro de 2019, Irmã Agnes Sasagawa foi acordada pelo seu anjo da guarda e disse-lhe: "Cobre-te de cinzas e, por favor, reze um rosário de reparação todos os dias. Torna-te como uma criança. Por favor, ofereça sacrifícios todos os dias".